# Actinodaphne gracilis
Actinodaphne gracilis är en lagerväxtart som beskrevs av Friedrich Anton Wilhelm Miquel. Actinodaphne gracilis ingår i släktet Actinodaphne och familjen lagerväxter. Inga underarter finns listade i Catalogue of Life.